# NGC 295
NGC 295 este o galaxie spirală situată în constelația Peștii. A fost descoperită în  de către . Se află la o distanță de 55,21 de megaparseci de Pământ.